# A spasso nel tempo - L'avventura continua
A spasso nel tempo - L'avventura continua è un film del 1997 diretta da Carlo Vanzina. 
È una commedia fantascientifica che sfrutta l'espediente del viaggio nel tempo per mettere i protagonisti in situazioni comiche. È il seguito di A spasso nel tempo uscito al cinema l'anno precedente, con gli stessi protagonisti Christian De Sica e Massimo Boldi.

## Trama
Mentre le famiglie di Ascanio Orsini Varaldo e Walter Boso vanno in un monastero in Tibet, Ascanio e Walter si stanno godendo la vita nella Preistoria, dove tutti sono ai loro piedi per aver messo su una città, copiando i Flintstones. Il piccolo Buddha del monastero comincia a trasportarli nel tempo verso il presente, ma in quel momento arriva un monaco che lo sgrida severamente, e lo porta via interrompendo il contatto. 

### La Scozia medievale
Ascanio e Walter si fermano perciò in Scozia nel Medioevo e vengono scambiati da soldati inglesi per soldati scozzesi seguaci di William Wallace, un condottiero scozzese che combatté contro gli inglesi tra il 1297 e il 1305. Per questo vengono imprigionati, ma vengono salvati da un capo-guerriero scozzese e il suo esercito. Sotto i falsi nomi di Computer Macintosh e Cheeseburger McDonald, Ascanio e Walter seguono gli "amici" per un po', poi scappano.
Si ritrovano poi a dover combattere faccia a faccia con un feroce e temuto cavaliere immortale, Highlander, perché quest'ultimo li crede immortali e perciò vuole rimanere lui il solo immortale.

### Nel far west
Ma, a causa della scarica di un fulmine, vengono trasportati nel Far West nell'anno 1881 e diventano veramente immortali. Mentre sono in un saloon di Tombstone scoppia una rissa in cui i due rimangono illesi, mentre i tre fratelli Crandall vengono riempiti di botte e stesi a terra. Vengono perciò nominati sceriffi della città, ma, mentre sono a letto con due prostitute, si accorgono di essere impotenti. Vanno da un erborista conosciuto poco prima e si fanno dare una medicina che ridà loro la virilità. Ma, appresa la notizia che sono arrivati in città i fratelli dei Crandall per liberare i loro fratelli, si accorgono di non essere più immortali. Mentre scappano dai criminali, si rifugiano in una stalla dove incontrano il prof. Mortimer, diventato molto anziano poiché rimasto lì per 55 anni (in realtà 45, essendo arrivato nel 1836).

### Anni '50 a Positano
Il prof. telefona al parco giochi di Los Angeles e dice al tecnico della macchina del tempo di riportarli al 1997. Scampano alla morte ma a causa dell'ennesimo problema tecnico Ascanio e Walter si ritrovano nella Positano del 1955, dove Ascanio è un carabiniere (chiaro riferimento al celebre personaggio del maresciallo Antonio Carotenuto, interpretato dal padre dell'attore Vittorio De Sica) innamorato della "moglie" di Walter, che è un disoccupato padre di sette figli. La "moglie" si è indebitata con uno strozzino locale ma, grazie ai due, riesce a sdebitarsi. 

### Nella mafia americana del 1966
I due viaggiano ancora e finiscono nel 1966, ma Ascanio finisce a Las Vegas a cantare al posto di Frank Sinatra e Walter finisce a Londra a suonare al posto di Ringo Starr nei Beatles. Il milanese registra con il gruppo She Loves You e fa sentire loro alcune canzoni che avrebbero dovuto scrivere in futuro.
Il romano, invece, mentre canta a Las Vegas al posto di Sinatra, per sdebitarsi con un boss mafioso scopre di dover uccidere un rivale di quest'ultimo per non essere ucciso egli stesso. Si reca a Londra con un picciotto del boss e, quando sta per uccidere l'altro mafioso, riesce a convincere quest'ultimo e i suoi scagnozzi che la partita di calcio che stanno vedendo, Corea del Nord - Italia, dei mondiali di calcio 1966, sia truccata e indica come uno dei responsabili il picciotto del boss statunitense. Ascanio trova rifugio presso una ragazza milanese che vive nella capitale britannica, mentre Walter, dopo essere stato invitato ad un party dai Beatles e aver concluso la serata portandosi a letto due belle ragazze, viene cacciato da Ringo Starr, che lo accusa di avergli rubato delle idee sulle canzoni da comporre. Ascanio, dopo essersi portato a letto la ragazza milanese che lo ospita, invita l'amico ad entrare nell'appartamento, il quale però scopre che la padrona di casa è la sua futura moglie.

### La Firenze rinascimentale
I due, scioccati dalla notizia, finiscono stavolta indietro nel tempo e ritornano esattamente nel 1477 a Firenze. Lorenzo il Magnifico, dopo averli riconosciuti come diavoli, li libera a patto che lo aiutino in uno scherzo ai danni di un certo Baccio. I tre si fingono dottori e dicono a Baccio che dev'essere operato, quindi lo portano in casa sua, dove c'è sua moglie, desiderio sessuale di Lorenzo. Mentre Ascanio e Walter fingono di operarlo, il Magnifico va in camera della donna, ma si accorge che ha la cintura di castità. Ascanio va nella stanza per rimuoverla, ma, una volta riuscitovi, ne approfitta e Lorenzo, appena beccato il romano con le mani "nella marmellata", riesce solo a rimproverarlo, perché Ascanio e Walter ricominciano a viaggiare.

### Sulla Luna nel 1969
I due finiscono sulla Luna nel 1969. Lì però perdono la navicella e non sanno più come tornare sulla Terra.
I due incontrano però degli alieni e, riuscendo a comunicare come in Incontri ravvicinati del terzo tipo, riescono a farsi portare fino a Los Angeles e nel 1997. 

### Epilogo
Però qui incontrano ancora Highlander (infatti per loro sfortuna il fulmine che li aveva colpiti nel medioevo ha teletrasportato nel tempo anche lui), che li vuole ammazzare, credendo ancora che siano immortali. Ascanio e Walter scappano e si ritrovano dentro agli studi di un cartone animato. Diventati cartoni animati anche loro, riescono a liberarsi del temibile cavaliere immortale e cominciano a correre verso non si sa quale destinazione.

## Distribuzione
Il film è uscito nelle sale Italiane l'11 dicembre 1997.

## Accoglienza

### Critica
(Fantafilm)